# アルベルト・プエジョ
アルベルト・プエジョ・カルデロン（Alberto Puello Calderón、1994年7月22日 - ）は、ドミニカ共和国のプロボクサー。サン・フアン州サン・フアン・デ・ラ・マグアーナ出身。元WBA・WBC世界スーパーライト級王者。

## 来歴
2015年3月、プロデビュー。
2019年7月29日、サントドミンゴのコリセオ・カルロス・"テオ"・クルスでジョナサン・アロンソとWBA世界スーパーライト級暫定王座決定戦を行い、12回3-0(2者が115-113、116-112)の判定勝ちを収め王座を獲得した。
2020年9月6日、ロサンゼルスでランセス・バルテレミーと対戦予定だったが、ビザ問題が発生しプエジョがアメリカに入国できなくなったため、試合は延期となった。
2020年12月17日、ホテル・カロニア内マレコン・センターでクリスチャン・コリアと対戦し、6回終了KO勝ちを収め初防衛に成功した。
2021年7月21日、サントドミンゴのパベロン・デ・ボレイボルでヘスス・アントニオ・ルビオと対戦し、12回3-0（3者共120-107）の判定勝ちを収め2度目の防衛に成功した。
2021年8月25日、WBAは暫定王座を廃止すると共に指名挑戦権を付与する措置を行った。
2022年8月20日、フロリダ州ハリウッドのハード・ロック・ライブにてセルゲイ・リピネッツvsオマール・フィゲロアの前座でWBA世界スーパーライト級王座決定戦をWBA世界スーパーライト級2位のバティル・アフメドフと行い、12回判定勝ちを収め1年ぶりの王座返り咲きに成功した。
2023年4月19日、VADA（ボランティア・アンチ・ドーピング協会）が4月5日に行ったドーピング検査でプエジョから禁止薬物のクロミフェンの陽性反応が検出されたことが発表された。このため5月13日にロランド・ロメロを相手に行う予定となっていた防衛戦が中止となった。
2023年5月10日、WBAがプエジョを休養王者に認定した。
2023年6月20日、ネバダ州アスレチック・コミッションがプエジョに6か月間の出場停止処分を科した。
2024年6月15日、ラスベガスのMGMグランド・ガーデン・アリーナにてジャーボンテイ・デービス対フランク・マーティンの前座でWBC世界スーパーライト級ランキング2位のゲイリー・アントゥアン・ラッセルとWBC世界スーパーライト級暫定王座決定戦を行い、12回2-1の判定勝ちを収め王座獲得に成功した。
2024年6月24日、WBC世界スーパーライト級王者デヴィン・ヘイニーが「心身共に回復するまで時間がかかる」として、WBCはヘイニーの王座を剥奪した上で休養王座に認定しプエジョを正規王座に昇格させた。
2025年3月1日、ニューヨーク市ブルックリン区のバークレイズ・センターでWBC世界スーパーライト級1位のサンドル・マーティンとWBC世界同級タイトルマッチを行い、12回2-1（116-112、115-113、113-115）の判定勝ちを収め初防衛に成功した。
2025年7月12日、ニューヨーク市クイーンズ区のルイ・アームストロング・スタジアムで元IBF世界スーパーライト級王者でWBC世界同級6位のスブリエル・マティアスとWBC世界同級タイトルマッチを行うも、プロ初黒星となる12回0-2（113-115×2、114-114）の判定負けを喫し2度目の防衛に失敗、王座から陥落したとともにマティアスの世界王座返り咲きを許した。

## 戦績
- プロボクシング：25戦 24勝 (10KO) 1敗

| 戦           | 日付           | 勝敗 | 時間    | 内容    | 対戦相手                           | 国籍           | 備考                                                   |
| ------------ | -------------- | ---- | ------- | ------- | ---------------------------------- | -------------- | ------------------------------------------------------ |
| 1            | 2015年3月7日   | ☆    | 1R 2:53 | TKO     | マルコス・エルナンデス             | ドミニカ共和国 | プロデビュー戦                                         |
| 2            | 2015年4月18日  | ☆    | 4R 終了 | TKO     | ファン・カルロス・サントス・ギレン | ドミニカ共和国 |                                                        |
| 3            | 2015年6月5日   | ☆    | 1R 1:03 | KO      | イシドロ・アコスタ                 | ドミニカ共和国 |                                                        |
| 4            | 2015年8月29日  | ☆    | 6R      | 判定3-0 | ホセ・ビダル・ソト                 | ドミニカ共和国 |                                                        |
| 5            | 2015年10月22日 | ☆    | 4R 1:39 | TKO     | ルイス・エルネスト・ホセ           | ドミニカ共和国 |                                                        |
| 6            | 2015年11月19日 | ☆    | 8R      | 判定3-0 | ラモン・デ・ラ・クルス             | ドミニカ共和国 |                                                        |
| 7            | 2016年2月6日   | ☆    | 6R      | 判定3-0 | ペドロ・ベルデュ                   | ベネズエラ     |                                                        |
| 8            | 2016年7月16日  | ☆    | 8R      | 判定3-0 | ケリー・フィゲロア                 | ベネズエラ     |                                                        |
| 9            | 2016年9月16日  | ☆    | 4R 1:21 | KO      | エドワルド・ディアス               | ドミニカ共和国 |                                                        |
| 10           | 2016年12月16日 | ☆    | 10R     | 判定3-0 | ケルビン・トリビオ                 | ドミニカ共和国 |                                                        |
| 11           | 2017年2月24日  | ☆    | 8R 終了 | TKO     | アブラアン・ペラルタ               | ドミニカ共和国 | WBA・WBCラテンアメリカスーパーライト級王座決定戦       |
| 12           | 2017年6月24日  | ☆    | 7R 2:08 | TKO     | パトリック・ロペス                 | ベネズエラ     |                                                        |
| 13           | 2017年11月18日 | ☆    | 1R 1:28 | KO      | リカルド・グティエレス             | メキシコ       | WBAラテンアメリカ防衛1・WBCラテンアメリカ防衛1         |
| 14           | 2017年12月22日 | ☆    | 10R     | 判定3-0 | フランシスコ・コントレラス・ロペス | ドミニカ共和国 |                                                        |
| 15           | 2018年3月17日  | ☆    | 11R     | 判定3-0 | エリック・ロペス                   | ニカラグア     | WBAラテンアメリカ防衛2                                 |
| 16           | 2018年11月10日 | ☆    | 3R 終了 | TKO     | デビッド・ベンシー                 | ニカラグア     |                                                        |
| 17           | 2019年7月27日  | ☆    | 12R     | 判定3-0 | ジョナサン・アロンソ               | スペイン       | WBA暫定・世界スーパーライト級王座決定戦                |
| 18           | 2020年12月17日 | ☆    | 6R 3:00 | KO      | クリスティアン・ラファエル・コリア | アルゼンチン   | WBA暫定防衛1                                           |
| 19           | 2021年7月21日  | ☆    | 12R     | 判定3-0 | ヘスス・アントニオ・ルビオ         | メキシコ       | WBA暫定防衛2                                           |
| 20           | 2021年12月18日 | ☆    | 10R     | 判定3-0 | ビ・ショーン・オーエンス           | アメリカ合衆国 |                                                        |
| 21           | 2022年8月20日  | ☆    | 12R     | 判定2-1 | バティル・アフメドフ               | ウクライナ     | WBA世界スーパーライト級王座決定戦                      |
| 22           | 2023年12月16日 | ☆    | 8R      | 判定3-0 | エクトール・マデラ                 | アメリカ合衆国 |                                                        |
| 23           | 2024年6月15日  | ☆    | 12R     | 判定2-1 | ゲイリー・アントゥアン・ラッセル   | アメリカ合衆国 | WBC暫定・世界スーパーライト級王座決定戦→正規王座に認定 |
| 24           | 2025年3月1日   | ☆    | 12R     | 判定2-1 | サンドル・マルティン               | スペイン       | WBC防衛1                                               |
| 25           | 2025年7月12日  | ★    | 12R     | 判定0-2 | スブリエル・マティアス             | プエルトリコ   | WBC陥落                                                |
| テンプレート |                |      |         |         |                                    |                |                                                        |

## 獲得タイトル
- WBCラテンアメリカスーパーライト級王座
- WBAフェデラテンスーパーライト級王座
- WBA世界スーパーライト級暫定王座（防衛2=廃止）
- WBA世界スーパーライト級王座（防衛0=休養王者に認定）
- WBC世界スーパーライト級暫定王座（防衛0＝正規王座に認定）
- WBC世界スーパーライト級王座（防衛1）